# Gertie on Tour
Gertie on Tour is het vervolg op de tekenfilm Gertie the Dinosaur. De film kwam uit in 1921 en was wederom van Winsor McCay.

## Plot
In deze film wordt Gertie in de moderne tijd gezet en moet hij wennen aan kikkers en elektrische treinen. Wanneer hij dan 's nachts slaapt, droomt hij over hoe het vroeger was met al zijn dinovrienden.

## Media
| (video) | \| \| |
|         |       |